# Božidar Janković
Božidar Janković (en serbio: Божидар Јанковић; 7 de diciembre de 1849 – 7 de julio de 1920) fue un general serbio, al mando del Tercer Ejército Serbio durante la primera guerra de los Balcanes entre la Liga Balcánica y el Imperio otomano.
Murió el 7 de julio de 1920 en la ciudad de Herceg Novi. La ciudad de Elez Han en Kosovo, fue nombrada 'Đeneral Janković' en su honor.